# نیسان راشین
نیسان راشین (Nissan Rasheen) خودرویی است که در سال‌های ۱۹۹۴ تا ۲۰۰۰تولید شده‌است.
طراحی آن خودروهای موتور جلو-چهار چرخ متحرک بوده طول آن در حالت طبیعی ۴٬۲۱۰ میلیمتر (۱۶۵٫۷ اینچ)، عرض آن در حالت طبیعی ۱٬۷۲۰ میلیمتر (۶۷٫۷ اینچ)، ارتفاع آن در حالت طبیعی ۱٬۵۱۵ میلیمتر (۵۹٫۶ اینچ) و وزن آن در حالت طبیعی ۱٬۳۱۰ کیلوگرم (۲٬۸۹۰ پوند) است. سیستم جعبه‌دندهٔ آن به دو صورت خودکار و دستی است.